# Festival Casals de Puerto Rico
El Festival Casals de Puerto Rico és un festival de música clàssica fundat l'any 1956 a San Juan de Puerto Rico pel violoncel·lista, director d'orquestra i compositor Pau Casals.
Pau Casals va anar a Puerto Rico el 1955 i 1956; en 1957 es va instal·lar a l'illa i va fundar l'esdeveniment musical que porta el seu nom. El concert inaugural del festival va tenir lloc el 22 d'abril de 1957 al teatre de la Universitat de Puerto Rico. El programa va començar sense que Casals pogués executar la Suite per a violoncel sol nº 3 en do major de Bach, perquè hi havia patit un atac de cor mentre treballava amb l'orquestra tot preparant el concert d'obertura. Una cadira buida al lloc del director d'orquestra va la resta del festival.
Casals va ser al capdavant del festival durant divuit anys, fins a la seva mort l'any 1973.
Tots aquests anys han conduït a Puerto Rico a nombrosos artistes internacionals, inicialment atrets pel carisma i la fama de Casals, i després pel prestigi i la reputació internacional adquirits pel festival. Començat amb el pianista Rudolf Serkin en aquella primera nit del 1957, la llista dels artistes convidats inclou els millors intèrprets en l'àmbit mundial.
Després de la mort de Casals el 1973, la responsabilitat del programa va recaure sobre la seva vídua, Marta Casals, com a presidenta d'un comitè de direcció artística. Entre els grans directors d'orquestra que han participat en el festival s'ha de destacar Mstislav Rostropóvitx, Leonard Bernstein, Zubin Mehta, Eugene Ormandy, Sir John Barbirolli, Yehudi Menuhin i Krzysztof Penderecki.
Als seus començaments l'Orquestra del Festival es componia de músics compromesos especialment amb l'esdeveniment – majoritàriament dels Estats Units – amb una molt feble participació dels músics locals. Entre ells, el pianista Jesús María Sanromá, el violinista Henry Hutchinson, el clavecinista Ferrando Valentí i els germans Figueroa, violinistes membres d'una família molt coneguda de músics de Puerto Rico. Cap al 1970 ja la majoria dels músics participants eren porto-riquenys. El mateix procés es va repetir amb l'Orquestra Simfònica de Puerto Rico, fundada per Casals el 1958.
El Museu Pau Casals, situat a la plaça San José de San Juan, conserva les pel·lícules de concerts del festival, amb la participació de Pau Casals com a solista i director d'orquestra.
L'any 2016 es va celebrar el 60è aniversari del Festival i es va retre homenatge a Miguel de Cervantes i Santa Teresa d'Àvila. La soprano porto-riquenya Ana María Martínez va participar en el concert inaugural amb les obres de Manuel de Falla El Retablo de Maese Pedro i de Carlo Menoti "moro perquè no moro".

## Participants
Aquesta és una llista d'alguns dels músics participants al llarg de la història del Festival:
Directors d'orquestra: Sir John Barbirolli, Herbert Blomstedt, Leonard Bernstein, Sergiu Comissiona, Maxime Xostakóvitx, James Conlon, Charles Dutoit, Sixten Ehrling, Rafael Frühbeck de Burgos, Alberto Ginastera, Rafael Kubelík, Eugene Ormandy, Jesús López Cobos, Lorin Maazel, Zdenek Macal, Eduardo Mata, Zubin Mehta, Yehudi Menuhin, Krzysztof Penderecki, Julius Rudel, Gerard Schwarz, Paul Wolfe, David Zinman
Cantants homes: Ara Berberian, Justino Díaz, Plácido Domingo, Ernst Haefliger, Richard Leech, Léopold Simoneau, William Warfield
Cantants dones: Adele Addison, June Anderson, Elly Ameling, Marian Anderson, Victoria de los Angeles, Teresa Berganza, Grace Bumbry, Eileen Farrell, Maureen Forrester, Ana María Martínez, Edda Moser, Mariana Nicolesco, Graciela Rivera, Beverly Sills, Jon Vickers, Frederica von Estadi, Tatiana Troyanos
Pianistes: Claudio Arrau, Emanuel Ax, Daniel Barenboim, Alfred Brendel, Bella Davidovich, Ivonne Figueroa, Narciso Figueroa, Nelson Freire, Gary Graffman, Mieczyslaw Horzowski, Eugene Istomin, Byron Janis, Grant Johannesen, Wilhelm Kempff, Ruth Laredo, Alicia de Larrocha, Felix Lavilla, Murray Perahia, Nikolaï Petrov, Arthur Rubinstein, Jesús María Sanromá, Peter Serkin, Rosalyn Tureck, Earl Wild, André Watts.
Violinistes: Joshua Bell, Kyung-Wha Chung, Jaime Laredo, Cho-Liang Lli, Shlomo Mintz, Igor Oistrakh, Itzhak Perlman, Vadim Repin, Ruggiero Ricci, Arnold Steinhardt, Isaac Stern, Henryk Szeryng, Joseph Szigeti, Pinchas Zukerman
Altistes: Jesse Levine, Walter Trampler
Violoncel·listes: Pierre Fournier, Lynn Harrell, Leonard Rosa, Mstislav Rostropóvitx, János Starker, Paul Tortelier, Yo-Yo Ma.
Flautista: Jean-Pierre Rampal
Clarinetistes: David Shifrin, Richard Stoltzman, Harold Wright
Guitarristes: José Ferrer, Ángel Romero, Andrés Segovia, Narciso Yepes
Conjunts de cambra: Quartet Xangai